# Westerwalsede
Westerwalsede è un comune di 789 abitanti della Bassa Sassonia, in Germania.
Appartiene al circondario (Landkreis) di Rotenburg (Wümme) (targa ROW) ed è parte della comunità amministrativa (Samtgemeinde) di Bothel.
Il territorio comunale comprende, oltre al capoluogo Westerwalsede, i centri abitati di Westerwalsede-Bahnhof, Süderwalsede e Rahnhorst.